# Coșmarul unui american la Paris
Coșmarul unui american la Paris (în engleză An American Werewolf in Paris) este un film din 1997 de comedie de groază regizat de Anthony Waller, co-scris de Tim Burns, Tom Stern și Waller, cu Tom Everett Scott și Julie Delpy.  Urmează conceptul general al filmului lui John Landis, Un vârcolac american la Londra (în engleză An American Werewolf in London, 1981). Filmul este o coproducție internațională între companii din Olanda, Luxemburg, Franța și Statele Unite.

## Distribuție
- Tom Everett Scott - Andy McDermott
- Julie Delpy - Sérafine Pigot McDermott
- Vince Vieluf - Brad
- Phil Buckman - Chris
- Julie Bowen - Amy Finch
- Thierry Lhermitte - Dr. Thierry Pigot
- Pierre Cosso - Claude
- Tom Novembre - Inspector LeDuc
- Anthony Waller - Metro Driver
- Isabelle Constantini -  Alex Price (menționat ca mama Serafinei)

## Legături externe
- Coșmarul unui american la Paris la Internet Movie Database

## Vezi și
- Listă de filme de groază din 1997